# Sol-Angel and the Hadley St. Dreams
Sol-Angel e do Hadley St. Dreams é o segundo álbum de estúdio da cantora norte-americana Solange Knowles, lançado pela Polydor Records em 18 de agosto de 2008 no Reino Unido, e através de Música Mundial e Geffen Records em 26 de agosto de 2008 na América do Norte.

## Faixas
1. "God Given Name" (S. Knowles, R. Garza, E. Hilton) – 2:51
2. "T.O.N.Y." (J. Splash, T. Callaway) – 3:54
3. "Dancing in the Dark" (S. Knowles, M. Grasso, C. Thomas, S. Sanz, H. Kiessling) – 3:57
4. "Would've Been the One" (S. Knowles, Jack Splash, M. Riddick) – 4:30
5. "Sandcastle Disco" (S. Knowles, Soulshock, K. Karlin, T. Callaway) – 4:28
6. "I Decided, Part 1" (S. Knowles, P. Williams) – 4:13 1
7. "Valentine's Day" (S. Knowles, J. Rankins, J. Wells, E. Smith III) – 3:26
8. "6 O'clock Blues" (S. Knowles, M. Ronson, L. Dozier, B. Mann, N. Sugarman, H. Steinweiss, T. Brenneck) – 3:37 ²
9. "Ode to Marvin" (S. Knowles, Jack Splash, M. Riddick) – 3:15 ³
10. "I Told You So" (S. Knowles, S. Taylor) – 3:56
11. "Cosmic Journey" (featuring Bilal) (S. Knowles, B. Oliver, Soulshock, K. Karlin) – 6:11
12. "This Bird" (S. Knowles) – 6:07 4
13. "I Decided, Part 2" (S. Knowles, P. Williams) – 4:00

Bonus track - iTunes Edition
1. "White Picket Dreams" (S. Knowles, S. Taylor) – 4:22

Bonus track - UK/Circuit City Edition
1. "ChampagneChroniKnightCap" (S. Knowles, J. Rankins, J. Wells, E. Smith III) – 4:09

1Contains a sample of The Supremes' "Where Did Our Love Go"

²Contains a sample of Sharon Jones & the Dap Kings' "Summer of Sound"

³Contains a sample of the percussion in Marvin Gaye's "What's Going On"

4Contains a sample of Boards of Canada's "Slow This Bird Down"